# 1367 en santé et médecine
| Années de la santé et de la médecine : 1364 - 1365 - 1366 - 1367 - 1368 - 1369 - 1370    |
| Décennies de la santé et de la médecine : 1330 - 1340 - 1350 - 1360 - 1370 - 1380 - 1390 |

Cet article présente les faits marquants de l'année 1367 en santé et médecine.

## Événements
- Le pape Urbain V accorde le statut de studium generale à l'académie de Cracovie, créée en 1364 par le roi Casimir III de Pologne, fondant ainsi l'université Jagellonne qui, dès ses débuts, comprend une faculté de médecine (collegium medicum).
- À l'initiative de l'évêque Guillaume et avec le soutien du roi Louis Ier, le pape Urbain V érige les écoles de Pécs, en Hongrie, en un studium generale où la médecine est enseignée dès l'ouverture, avec le droit et les arts et à l'exclusion de la théologie, et qui peut être considéré comme étant à l'origine de l'actuelle université de Pécs[1].
- Mohammad V, huitième émir nasride, fait construire le bimaristan de Grenade[2].
- Les Cordeliers tiennent un hôpital et une léproserie à La Chambre en Savoie[3].
- La maison-Dieu de Chablis, en Bourgogne, est citée pour la première fois ; dédiée à Saint-Jean-Baptiste, elle dépend vraisemblablement des hospitaliers du Saint-Esprit[4].
- Le pape Urbain V approuve la fondation des Pauvres Jésuates par Jean Colombini, ordre dont les membres, pour soulager les pauvres malades, s'occuperont beaucoup de pharmacie et, devenus bouilleurs de cru, l'alcool distillé étant alors un médicament très en usage, seront surnommés les « pères de l'eau-de-vie[5] ».

## Personnalités
- fl. André Connat, médecin au Puy en Velay[6].
- fl. Jourdain, chirurgien à Troyes en Champagne[7].
- 1367-1369 : fl. Guernot, barbier au service de Charles le Mauvais en Navarre et en Normandie[6].

## Décès
- 13 avril : Guy Albini (né à une date inconnue, mort à Venise), originaire de Moncalieri en Piémont, médecin d'Amédée VI, comte de Savoie, ayant assisté la comtesse Bonne dans plusieurs de ses couches[6].
- Simon de Couvin (né probablement vers 1320), juriste et astrologue, peut-être médecin, auteur d'un poème satirique[8], rédigé en 1349-1350, sur l'impuissance des médecins face à la grande peste, dont il a été le témoin oculaire à Paris en 1348[9].
- Pierre Naudi (né à une date inconnue), barbier à Rome, familier du cardinal Guillaume Bragosse[7].